# Jean-Baptiste Alaydon
Jean-Baptiste Alaydon, né à Rethel, le 19 avril 1671 et mort à Saint-Germain-des-Prés, le 6 juin 1733, est un moine bénédictin français, général de la congrégation de Saint-Maur de 1729 à sa mort.

## Biographie
Jean-Baptiste Alaydon naquit, à Rethel, de Philippe Alaydon, marchand, et de Claire Lambert.
Il fit d'abord son noviciat dans l'abbaye Saint-Remi de Reims. Il était sur le point de faire profession, lorsque les religieux, s’apercevant la faiblesse de sa santé, envisagèrent de le renvoyer.
Déçu, il se rendit à Paris pour implorer la protection du général de la congrégation de Saint-Maur, Évroult-Claude Boitard ; général qui lui fit reprendre un second noviciat à l'abbaye de Marmoutier, après quoi il y fit profession le 5 octobre 1691.
Après avoir été sous-prieur en divers monastères et après avoir enseigné la philosophie et la théologie, d'abord à l'abbaye Saint-Julien de Tours puis à l'abbaye Saint-Remi de Reims, il fut, en 1705, nommé prieur de l'abbaye Notre-Dame d'Argenteuil, d’où il passa en 1711 dans la même dignité à l'abbaye Saint-Corneille de Compiègne, ou il demeura six ans. En 1717, il fut nommé prieur des Blancs-Manteaux, puis en 1723 de l'abbaye de Corbie. En 1736 devint visiteur de Bretagne
La bulle Unigenitus de 1713, arme de combat contre le jansénisme, provoquait le désaccord des tenants du gallicanisme dans l’Église. La congrégation de Saint Maur n'échappait pas au débat. Le général Pierre Thibaut, défenseur de cette bulle, ne fut pas réélu. L'on pressentit dom Claude Dupré, il défendait cette bulle et refusa le généralat. Dom Alaydon fut donc élu, par compromis, lors du chapitre général tenu à Marmoutier en juin 1729. Aussitôt après son élection, il prit la  route pour se rendre à Paris. II était arrivé à Orléans au monastère de Bonne-Nouvelle lorsque lui fut remise une lettre de cachet lui ordonnant de rester dans cette ville avec les religieux de son conseil ; le roi de France, sous la coupe de son âme damnée André Hercule de Fleury, semblait décidé de se mêler de l'affaire. Après bien des démarches et des pourparlers, Dom Alaydon fut autorisé à rentrer à Saint-Germain-des-Pres, où il arriva le 20 mai 1730.
Il est mort à l'abbaye de Saint-Germain-des-Prés, le 6 juin 1733, âgé de soixante-deux ans. Ses restes sont inhumés dans le chœur de la chapelle de la Vierge de cette abbaye.